# Vetenskapligt råd
Vetenskapligt råd är ett vanligt sätt att vetenskapligt kvalitetssäkra den verksamhet som bedrivs inom exempel ett projekt, stiftelse, företag eller en förvaltning.
Dess ledamöter ska vara aktiva forskare som företräder skilda vetenskapliga discipliner med relevans för ämnet.